# Верховний суд Узбекистану
Верховний Суд Республіки Узбекистан є найвищим органом цивільного, кримінального та адміністративного права в Узбекистані. Наразі він складається з Верховного суду і Вищого господарського суду, які були об'єднані у лютому 2017 року.